# Pure & Simple (альбом Долли Партон)
| Совокупная оценка    | Совокупная оценка |
| Источник             | Оценка            |
| -------------------- | ----------------- |
| Metacritic           | 63/100            |
| Оценки критиков      |                   |
| Источник             | Оценка            |
| Toronto Sun          | [ 2 ]             |
| The Scotsman         | [ 3 ]             |
| The Plain Dealer     | C-                |
| Newsday              | B+                |
| Now                  | [ 6 ]             |
| Entertainment Weekly | A-                |
| The Irish Times      | [ 7 ]             |
| The Guardian         | [ 8 ]             |
| Metro Weekly         | [ 9 ]             |
| Exclaim!             | 6/10              |

Pure & Simple — сорок третий студийный альбом американской кантри-певицы Долли Партон, выпущенный 19 августа 2016 года.

## Об альбоме
Выходу альбома предшествовал начавшийся 3 июня 2016 года новый концертный тур Pure & Simple Tour, который был впервые анонсирован 6 марта 2016 года на официальном сайте Долли Партон.
7 июля 2016 года Партон представила трек-лист, обложку и представила видеоклип первого сингла «Pure and Simple» в статье Huffington Post.
В США Pure & Simple дебютировал на позиции № 11 в хит-параде Billboard 200 с тиражом 20,200 копий в первую неделю. Pure & Simple стал для Долли Партон лучшим дебютом за последние году в кантри-чарте Billboard’s Top Country Albums, сразу попав на позицию № 1 (сольно в 6-й раз в её карьере; ранее чарттопперы были в 1977, 1977, 1978, 1980, 1991; и был ещё совместный Trio на № 1 в 1987), превысив показатель прошлого диска Blue Smoke, который в 2014 году дебютировал на позиции № 2. Он также стал первым чарттоппером Партон в Top Country Albums впервые с 1991 года, когда лидировал альбом Eagle When She Flies, то есть впервые за 25 лет. Альбом также дебютировал на № 1 в фолк-чарте Billboard’s US Folk Albums. В Великобритании Pure & Simple дебютировал на позиции № 2 в UK Albums chart и на позиции № 1 в UK Country Albums с продажами в 17,000 копий. В Австралии альбом дебютировал на позиции № 9 в Australian Albums chart. В Канаде альбом дебютировал на позиции № 20, высшее достижение для певицы в Канаде в эру SoundScan, то есть с 1991 года.

## Список композиций
Автор всех песен Долли Партон.
| №                   | Название                           | Длительность |
| ------------------- | ---------------------------------- | ------------ |
| 1.                  | «Pure and Simple»                  | 2:44         |
| 2.                  | «Say Forever You'll Be Mine»       | 2:49         |
| 3.                  | «Never Not Love You»               | 3:36         |
| 4.                  | «Kiss It (And Make It All Better)» | 3:48         |
| 5.                  | «Can't Be That Wrong»              | 3:56         |
| 6.                  | «Outside Your Door»                | 3:03         |
| 7.                  | «Tomorrow Is Forever»              | 3:10         |
| 8.                  | «I'm Sixteen»                      | 3:34         |
| 9.                  | «Head Over High Heels»             | 2:50         |
| 10.                 | «Forever Love»                     | 3:30         |
| Общая длительность: | Общая длительность:                | 33:00        |

| №                   | Название            | Длительность |
| ------------------- | ------------------- | ------------ |
| 11.                 | «Mama»              | 3:42         |
| 12.                 | «Lovin' You»        | 3:25         |
| Общая длительность: | Общая длительность: | 40:07        |

| №                   | Название                         | Длительность |
| ------------------- | -------------------------------- | ------------ |
| 11.                 | «Jolene (Live from Glastonbury)» | 3:41         |
| 12.                 | «9 to 5 (Live from Glastonbury)» | 2:47         |
| Общая длительность: | Общая длительность:              | 39:28        |

| №                   | Название                                         | Автор(ы)                    | Длительность |
| ------------------- | ------------------------------------------------ | --------------------------- | ------------ |
| 1.                  | «My Tennessee Mountain Home»                     | Parton                      | 3:08         |
| 2.                  | «Coat of Many Colors»                            | Parton                      | 3:05         |
| 3.                  | «How Great Thou Art»                             | Stuart K. Hine              | 3:34         |
| 4.                  | «Jolene»                                         | Parton                      | 2:42         |
| 5.                  | «Light of a Clear Blue Morning»                  | Parton                      | 4:57         |
| 6.                  | «Here You Come Again»                            | Barry Mann, Cynthia Weil    | 2:57         |
| 7.                  | «Help!»                                          | John Lennon, Paul McCartney | 2:45         |
| 8.                  | «Islands in the Stream» (duet with Kenny Rogers) | Barry, Robin & Maurice Gibb | 4:10         |
| 9.                  | «9 to 5»                                         | Parton                      | 2:47         |
| 10.                 | «I Will Always Love You»                         | Parton                      | 2:54         |
| Общая длительность: | Общая длительность:                              | Общая длительность:         | 32:59        |

| №                   | Название                                                                     | Автор(ы)                                                                                  | Длительность |
| ------------------- | ---------------------------------------------------------------------------- | ----------------------------------------------------------------------------------------- | ------------ |
| 1.                  | «Fire Medley: Baby I'm Burning / Great Balls of Fire / This Girl Is on Fire» | Parton, Otis Blackwell, Jack Hammer, Alicia Keys, Salaam Remi, Jeff Bhaskar, Billy Squire | 3:26         |
| 2.                  | «Why'd You Come in Here Lookin' Like That»                                   | Bob Carlisle, Randy Thomas                                                                | 3:29         |
| 3.                  | «Jolene»                                                                     | Parton                                                                                    | 3:41         |
| 4.                  | «Blue Smoke»                                                                 | Parton                                                                                    | 5:08         |
| 5.                  | «Coat of Many Colors»                                                        | Parton                                                                                    | 4:27         |
| 6.                  | «Rocky Top»                                                                  | Felice and Boudleaux Bryant                                                               | 5:08         |
| 7.                  | «Mud Song»                                                                   | Parton                                                                                    | 2:54         |
| 8.                  | «Banks of the Ohio»                                                          | Traditional, additional lyrics by Parton                                                  | 3:15         |
| 9.                  | «Here You Come Again»                                                        | Barry Mann, Cynthia Weil                                                                  | 2:53         |
| 10.                 | «Two Doors Down»                                                             | Parton                                                                                    | 1:59         |
| 11.                 | «Islands in the Stream» (duet with Richard Dennison)                         | Barry, Robin & Maurice Gibb                                                               | 3:49         |
| 12.                 | «9 to 5»                                                                     | Parton                                                                                    | 7:29         |
| 13.                 | «Lay Your Hands on Me» (duet with Richie Sambora)                            | Jon Bon Jovi, Richie Sambora                                                              | 6:34         |
| 14.                 | «I Will Always Love You»                                                     | Parton                                                                                    | 5:29         |
| Общая длительность: | Общая длительность:                                                          | Общая длительность:                                                                       | 59:41        |

## Отзывы критиков
Альбом получил положительные и умеренные отзывы музыкальной критики и интернет-изданий. Сайт Metacritic дал рейтинг в 63 баллов на основе 9 рецензий.

## Чарты
| Чарт (2016)                              | Высшая позиция |
| ---------------------------------------- | -------------- |
| Австралия (ARIA)                         | 9              |
| Бельгия/Фландрия (Ultratop)              | 132            |
| Канада (Canadian Albums Chart)           | 20             |
| Германия (Offizielle Top 100)            | 79             |
| Ирландия (IRMA)                          | 33             |
| Новая Зеландия (RMNZ)                    | 39             |
| Шотландия (Scottish Albums Chart)        | 2              |
| Швейцария (Schweizer Hitparade)          | 25             |
| Великобритания (UK Albums Chart)         | 2              |
| Великобритания (UK Country Albums Chart) | 1              |
| США (Billboard 200)                      | 11             |
| США (Billboard Folk Albums)              | 1              |
| США (Billboard Top Country Albums)       | 1              |

## Сертификации
| Регион | Сертификация | Продажи |
| --- | ------------ | ------- |
| Россия (NFPF) | Золотой      | 10,000* |
| * Данные о продажах приведены только на основе сертификации. ^ Данные о тиражах приведены только на основе сертификации. |              |         |

## Над альбомом работали
- Monty Lane Allen — бэк-вокал (1, 7); вокал в дуэте (12)
- David Angell — скрипка (10)
- David Davidson — скрипка (10); струнные аранжировки (10)
- Michael Davis — программирование струнных (4)
- Richard Dennison — электропианино (1, 5); бэк-вокал (1, 3, 4, 5, 6, 7, 8, 9, 12); фортепиано (3, 11, 12); вокал в дуэте (4); Synth (11)
- Paul Franklin — гитара (1, 3, 6, 7, 9, 12)
- Kevin Grantt — контрабас (1, 7)
- Vicki Hampton — бэк-вокал (3, 4, 5, 6, 8, 9, 12)
- Tom Hoey — ударные и перкуссия (1, 3, 5, 7, 12)
- Paul Hollowell — фортепиано (4, 6, 8, 9); орган (6, 8)
- Anthony LaMarchina — виолончель (10)
- Steve Mackey — бас-гитара (3, 4, 5, 6, 8, 9, 12)
- Jimmy Mattingly — мандолина (1, 12); флейта (2)
- Patrick Murphy — звукоинженер по микшированию (1, 2, 3, 4, 5, 6, 7, 8, 9, 10, 11, 12); Tracking Engineer (4, 6, 8, 9)
- Jennifer O’Brian — бэк-вокал (3, 4, 5, 6, 8, 9, 12)
- Dolly Parton — вокал (1, 2, 3, 4, 5, 6, 7, 8, 9, 10, 11, 12); Harmony Vocal (1, 3, 6)
- Jeff Pearles — бэк-вокал (8, 12)
- Tom Rutledge — акустическая гитара (1, 2, 3, 4, 5, 6, 7, 8, 9, 10, 12); трекинг-инженер (1, 2, 3, 5, 7, 10, 11, 12); банджо (3, 9); электрогитара (5, 7)
- Bobby Shin — трекинг-инженер (10)
- Nathan Smith — звукоинженер по микшированию (2, 11)
- Steve Turner — ударные (4, 6, 8, 9)
- Kent Wells — электрогитара (4, 5, 8, 9)
- Kristen Wilkinson — альт (10)